# 54년

## 연호
- 후한(後漢) 건무(建武) 30년

## 기년
- 후한(後漢) 광무제(光武帝) 30년
- 신라(新羅) 유리 이사금(儒理泥師今) 31년
- 고구려(高句麗) 태조대왕(太祖大王) 2년
- 백제(百濟) 다루왕(多婁王) 27년

## 사건
- 10월 13일 - 클라우디우스가 아내에 의해 독살되고 17살의 네로가 로마 황제가 되다.

## 사망
- 10월 13일 - 로마 제국 4대 황제 클라우디우스